# Oakland (Florida)
Oakland és una població dels Estats Units a l'estat de Florida. Segons el cens del 2000 tenia 936 habitants.

## Demografia
Segons el cens del 2000, Oakland tenia 936 habitants, 341 habitatges, i 257 famílies. La densitat de població era de 221,7 habitants/km².
Dels 341 habitatges en un 34% hi vivien nens de menys de 18 anys, en un 54,5% hi vivien parelles casades, en un 15,2% dones solteres, i en un 24,6% no eren unitats familiars. En el 18,8% dels habitatges hi vivien persones soles el 5,6% de les quals corresponia a persones de 65 anys o més que vivien soles. El nombre mitjà de persones vivint en cada habitatge era de 2,74 i el nombre mitjà de persones que vivien en cada família era de 3,12.
Per edats la població es repartia de la següent manera: un 28,1% tenia menys de 18 anys, un 5,4% entre 18 i 24, un 28,4% entre 25 i 44, un 27,4% de 45 a 60 i un 10,7% 65 anys o més.
L'edat mediana era de 39 anys. Per cada 100 dones de 18 o més anys hi havia 87,5 homes.
La renda mediana per habitatge era de 52.159 $ i la renda mediana per família de 56.250 $. Els homes tenien una renda mediana de 40.000 $ mentre que les dones 36.161 $. La renda per capita de la població era de 22.857 $. Entorn del 5,2% de les famílies i el 5,9% de la població estaven per davall del llindar de pobresa.

## Poblacions més properes
El següent diagrama mostra les poblacions més properes.